# シンガポール中央社会開発協議会

シンガポール中央地区

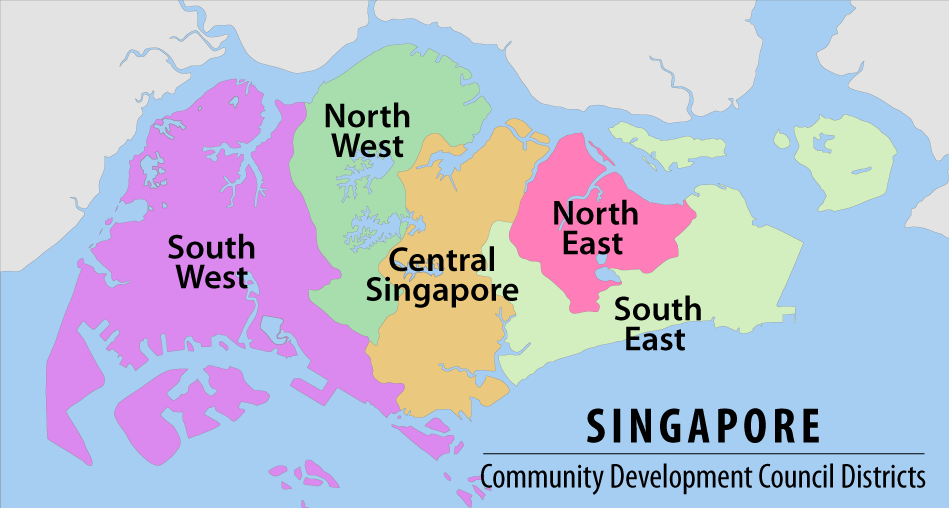
社会開発協議会の区画

シンガポール中央社会開発協議会（Central Singapore Community Development Council）は、シンガポールにある5つの社会開発協議会の一つである。

## 隣接行政区画
- ジョホール州（ジョホール海峡を挟んで）
- 北東社会開発協議会
- 南東社会開発協議会
- 南西社会開発協議会
- 北西社会開発協議会